# モンスター消費者
モンスター消費者、またはモンスタークレーマーとは、企業・店舗などに対して自己中心的かつ理不尽な要求をする消費者・利用者を意味する。

## 概要
モンスター消費者の特徴は
- 社会に対する鬱憤（ストレス）をぶつけている
- 正義感が異常に強く自分は正義で相手は悪 と決めつけている
- 自分は社会的に良いことをしていると完全に思いこんでいる
- 強い消費者(被害者)意識を持っている
- 言っていることがコロコロ変わり、結局何を聞きたいのか、質問内容が分からない
- 相手(批判対象)への人格否定

社会保険労務士の野崎大輔は、モンスター消費者は、（店の）従業員は会社や家庭での不満を晴らす捌け口と見做しており、気に食わないことがあれば、即座に“ブラック認定”すると述べている。
今野晴貴は、モンスター消費者は低価格の商品やサービスにも過剰なサービスを求めるとし、企業側も競争を勝ち抜くためにモンスター消費者らの要求に応えようと労働者の酷使を「お客様の立場になって考えよ」と正当化し、企業に十分な人員や予算がなくても、社員に際限のない労働をさせているとして、モンスター消費者がブラック企業を増殖させる一因となっているのではないかと主張している。

## 歴史
- 1989年、柴田書店が「モンスター=消費者の実像に肉迫」を謳う雑誌『フードビジネス』を創刊する[4]。